# Slagkruiser

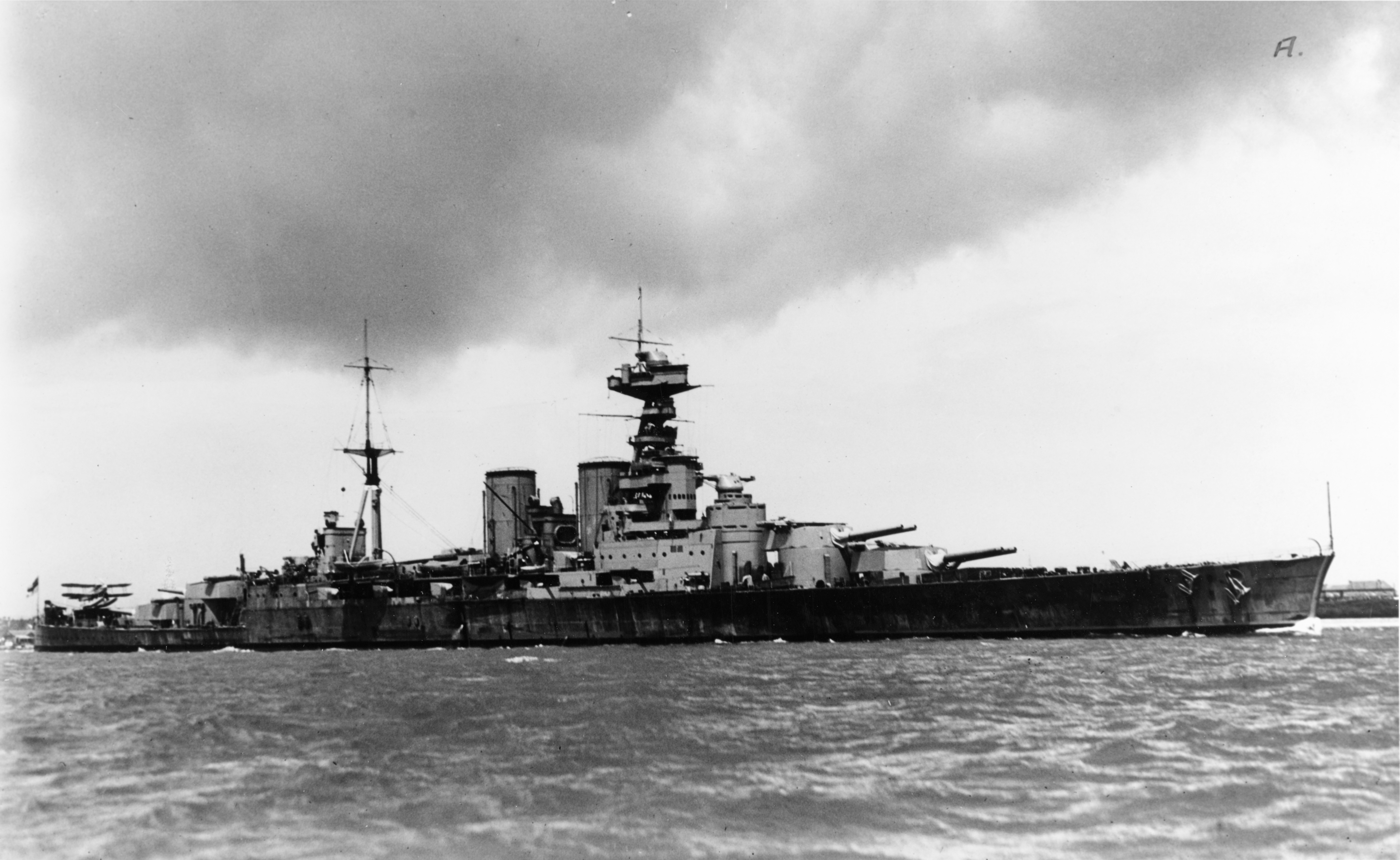
De Britse slagkruiser HMS Hood in 1932

Een slagkruiser is een oorlogsschip dat de slagkracht van een slagschip paart aan de snelheid van een kruiser. De hoge snelheid werd gerealiseerd door zwaardere turbines met meer vermogen te plaatsen. Om deze binnen de scheepsromp te huisvesten werd een deel van de bepantsering opgeofferd.

## Voor de Eerste Wereldoorlog
Het idee ontstond aan het begin van de 20e eeuw bij de Royal Navy, bijna tegelijk met het ontstaan van het eerste moderne slagschip, de Dreadnought.
Gelijktijdig of in navolging daarvan experimenteerden ook de marines van Rusland, Duitsland en Japan met snelle slagschepen of zwaar bewapende, grote kruisers. Toch kozen deze landen doorgaans voor een zwaardere bepantsering dan de Britten. Alleen de US Navy zag aanvankelijk weinig in het idee van snelle, licht bepantserde slagschepen en bleef vasthouden aan trage, maar krachtige schepen.
Slagkruisers waren in omvang vergelijkbaar met de slagschepen, nodig om het gewicht van de zware kanonnen te dragen en de (grotere) turbines voor de aandrijving te huisvesten. Men dacht de slagkruisers in tijd van oorlog te kunnen gebruiken voor hit-and-run acties op vijandelijke vloten.
Tijdens de Eerste Wereldoorlog bleken met name de Britse slagkruisers, door hun verminderde pantser, kwetsbaar voor vijandelijke granaten. Ook de bouwkosten waren weinig minder dan die van de "echte" slagschepen, hetgeen Winston Churchill destijds al deed opmerken, dat het beter was iets meer geld uit te geven, om een schip de bescherming te geven die het nodig heeft.

## Na de Eerste Wereldoorlog
Na de Eerste Wereldoorlog verdwenen de slagkruisers dan ook uit de vloten en werden er geen nieuwe meer gebouwd. Enkele bestaande slagkruisers (zoals de Britse HMS Hood) werden nog van extra bepantsering voorzien.
De technische ontwikkelingen op het gebied van aandrijving, alsmede de toegenomen grootte van de scheepsplatformen, waardoor een beter compromis mogelijk werd tussen snelheid, slagkracht en bepantsering, maakten voorts dat het onderscheid tussen slagschepen en slagkruisers verdween. Feitelijk was elk slagschip of slagkruiser, gebouwd ná de Dreadnought, een compromis tussen slagkracht en bescherming enerzijds en snelheid anderzijds (zelfs bij het archetype van het slagschip - de Dreadnought - was tijdens de ontwerpfase besloten een deel van bewapening op te geven om een hogere snelheid mogelijk te maken). De classificatie was dan ook vaak arbitrair. De hierboven genoemde HMS Hood was volgens de Royal Navy een slagkruiser, louter op grond van de hoge snelheid. Het gordelpantser was wel degelijk bestand tegen de zwaarste granaten van die tijd. Het schip was nota bene groter dan enig slagschip uit die periode en tot het begin van de Tweede Wereldoorlog zou het zelfs het grootste oorlogsschip ter wereld blijven. De later aangebrachte extra bepantsering betrof dan ook vooral het dekpantser, dat zwakke plekken vertoonde. Door de haast waarmee een en ander werd uitgevoerd bleef het dek overigens wel de achilleshiel van het schip.
Ruim 10 jaar na de Eerste Wereldoorlog gingen de mogendheden ertoe over nieuwe slagschepen te bouwen.  Binnen de opgelegde beperkingen van 35.000 ton zocht elke marine naar het beste evenwicht tussen snelheid, slagkracht, bescherming en actieradius. Al deze schepen haalden snelheden van 27-33 knopen, alhoewel soms (zoals bij de Amerikaanse South Dakota klasse en later nog enigszins bij de Iowa-klasse) een kleine concessie gedaan werd aan het pantser om actieradius en snelheid te vergroten. De Iowa klasse slagschepen werd om die reden in sommige toenmalige vakliteratuur dan ook wel als super-slagkruiser aangeduid.
Zowel de Dunkerque en Strasbourg, Franse slagschepen uit de jaren dertig, als het Duitse antwoord daarop, de Gneisenau en de Scharnhorst, werden in Groot-Brittannië nog wel gezien als een nieuw type slagkruiser. In plaats van de bepantsering te beperken had men hier een lichter kanon gekozen, waardoor eveneens een hogere snelheid mogelijk werd. In werkelijkheid werd de Duitse keuze voor het lichtere kanon ingegeven door de haast waarmee Duitsland deze schepen in de vaart wilde krijgen: door de achterstand in technische ontwikkeling, t.o.v. de Britten, had men op het moment van bouw simpelweg nog geen 380 mm kanon beschikbaar.
Het Verdrag van Washington (1922) vermeed voorts een onderscheid te maken tussen slagschepen en slagkruisers, daarin was slechts sprake van capital ships (slagschepen). Capital Ships waren in het vervolg de zwaarste en belangrijkste eenheden van de vloten, tot maximaal 35.000 ton standaardwaterverplaatsing (of deplacement) en maximaal 406 mm geschut voerend.

## Nederland
Na veel debat nam Nederland in 1939, kort voor de Tweede Wereldoorlog het slagkruiserplan aan. Dit plan behelsde de aanschaf van 3 slagkruisers voor de koloniën in Azië. De schepen leunden sterk op het Duitse ontwerp van de Scharnhorstklasse (met 280 mm kanonnen), maar ze waren sneller (tot 36 knopen) en lichter gepantserd. Omdat ze vooral een antwoord waren op de Japanse zware kruisers van de Mogamiklasse en niet bedoeld waren om slag te leveren met zware eenheden werden ze in Amerikaanse literatuur ook wel aangeduid als cruiser-killers in plaats van slagkruisers. Door de Duitse aanval op Nederland, in mei 1940, is dit plan nooit uitgevoerd.

## Na de Tweede Wereldoorlog

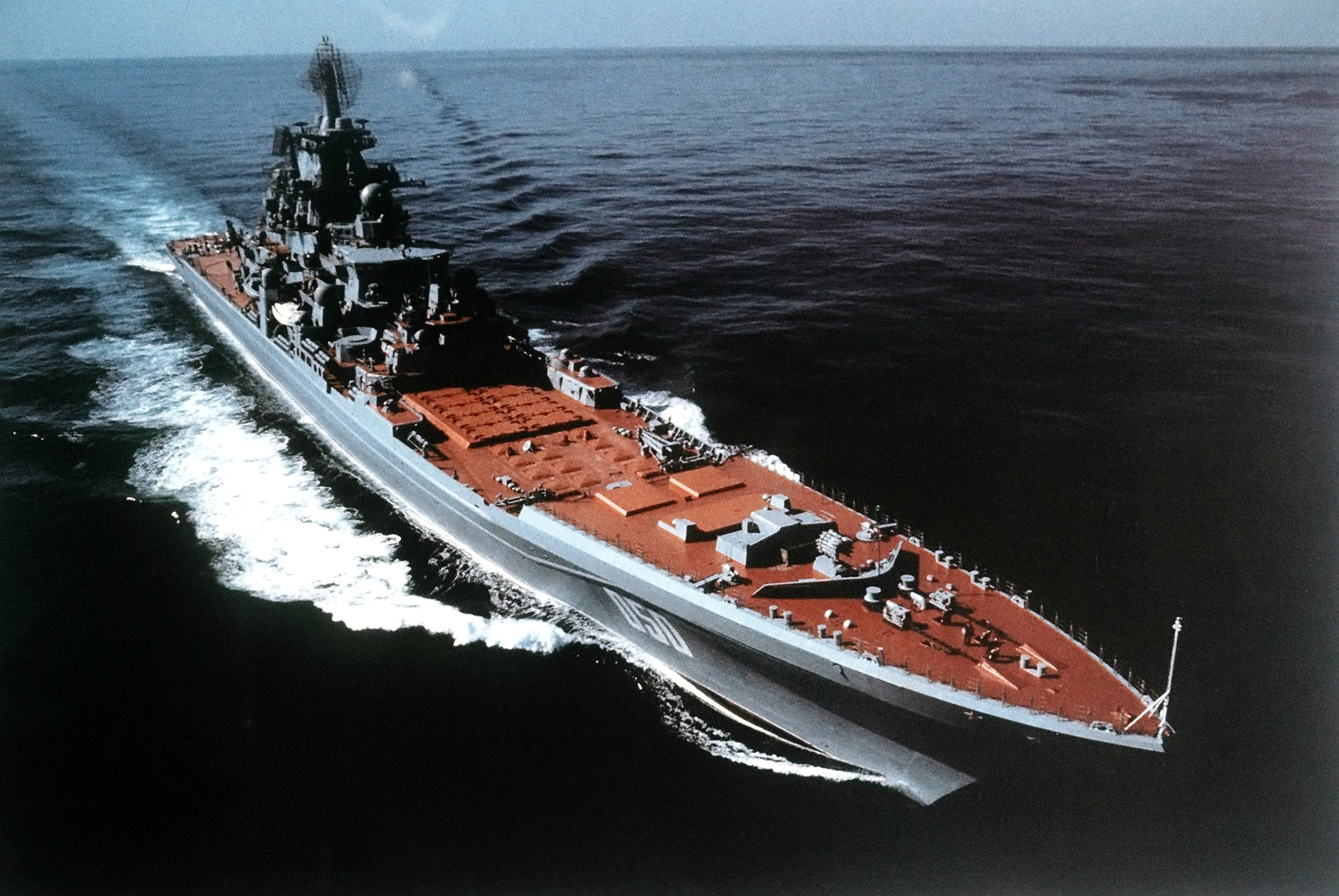
Slagkruiser van de Kirov klasse

Rond 1980 nam de marine van de voormalige Sovjet-Unie de Kirov klasse in gebruik. Volgens de eigen classificatie een geleide-wapenkruiser (Raketnyy Kreyser), met een groot aantal luchtdoel- en zeedoelraketten aan boord. De Kirov was zo groot (tot ruim 25.000 ton) dat de schepen van die klasse in het westen vaak als slagkruisers werden getypeerd.  Van de Kirov klasse (nu: Admiral Ushakov) zijn er thans nog 2 schepen in dienst bij de Russische marine.